# Le Tombeau du roi Squelette
Le Tombeau du roi Squelette est un roman français d'inspiration heroic fantasy écrit par Serge Brussolo et paru en 1988.

## Résumé
Il conte l'aventure de deux exclus d'une société antique, Junia - jeune femme de stature gigantesque - et Shaghan - jeune homme dépourvu de jambes -, esclaves du magicien-forgeron Massilian.
Envoyés par le magicien pour réparer des armures enchantées, ils vont se trouver confrontés aux puissances des ténèbres incarnées dans le roi Squelette.
Grâce à leur courage, le magicien Massilian endormira le mal pour quelque temps.